# الجامعة الإسلامية (بنغلاديش)
الجامعة الإسلامية في بنغلاديش هي جامعة عامة ذات تعليم مختلط في بنغلاديش تأسست سنة 1979. تقع في مدينة كوشتيا. تم تأسيسها بواسطة منظمة التعاون الإسلامي.

## الكليات
تحتوي الجامعة في الوقت الحاضر على 34 فرعاً في العلوم والفنون منها:
- كلية العلوم
- كلية الفنون
- كلية إدارة الأعمال
- كلية القانون
- كلية الهندسة
- الكلية التقنية

## إحصائيات
يبلغ عدد طلاب الجامعة 16000 طالب، منهم 666 طالب دراسات عليا.

## وصلات خارجية
- الموقع الرسمي